# Pseudocellus undatus
Espèce
Pseudocellus undatus est une espèce de ricinules de la famille des Ricinoididae.

## Distribution
Cette espèce est endémique de la province de Las Tunas à Cuba. Elle se rencontre vers Amancio.

## Description
Le mâle holotype mesure 4,72 mm et la femelle paratype 4,15 mm.

## Systématique et taxinomie
Cette espèce a été décrite par Armas en 2017.

## Publication originale
- Armas, 2017 : « Cuatro especies nuevas de Pseudocellus de Cuba (Arachnida: Ricinulei). » Revista ibérica de aracnología, vol. 30, p. 87–99.